# تامالا جونز
 تامالا جونز (انگلیسی: Tamala Jones؛ زادهٔ ۱۲ نوامبر ۱۹۷۴) هنرپیشه اهل ایالات متحده آمریکا است.
از آثاری که وی در آن نقش داشته است، می‌توان به فیلم‌های گسل عظیم و برق‌آسا و مجموعه تلویزیونی تازه‌کار اشاره کرد.

## بخشی از فیلم‌شناسی
از فیلم‌هایی که وی در آن نقش داشته‌است می‌توان به آثار زیر اشاره کرد:
- چطور یک لحاف آمریکایی را می‌سازند - ۱۹۹۵
- به‌سوی شهوت - ۱۹۹۷
- نمی‌توانم صبر کنم-۱۹۹۸
- برق‌آسا - ۱۹۹۹
- جمعه آینده - ۲۰۰۰
- لیتل ریچارد - ۲۰۰۰
- نوبت تمام شده - ۲۰۰۰
- چگونه سگ همسایه خود را بکشید - ۲۰۰۰
- شیفته زن‌ها - ۲۰۰۰
- برادران - ۲۰۰۱
- روی خط - ۲۰۰۱
- رئیس دولت - ۲۰۰۳
- عشق چیست؟ - ۲۰۰۷
- روز اردو با پدر - ۲۰۰۷
- بالا در آسمان - ۲۰۰۹
- برگزارکننده‌های جانکی - ۲۰۰۹
- آنچه مردان می‌خواهند - ۲۰۱۹